# Gravois Mills
Gravois Mills és una població dels Estats Units a l'estat de Missouri. Segons el cens del 2000 tenia 208 habitants.

## Demografia
Segons el cens del 2000, Gravois Mills tenia 208 habitants, 101 habitatges, i 56 famílies. La densitat de població era de 103 habitants per km².
Dels 101 habitatges en un 22,8% hi vivien nens de menys de 18 anys, en un 39,6% hi vivien parelles casades, en un 10,9% dones solteres, i en un 43,6% no eren unitats familiars. En el 36,6% dels habitatges hi vivien persones soles el 9,9% de les quals corresponia a persones de 65 anys o més que vivien soles. El nombre mitjà de persones vivint en cada habitatge era de 2,06 i el nombre mitjà de persones que vivien en cada família era de 2,68.
Per edats la població es repartia de la següent manera: un 22,1% tenia menys de 18 anys, un 8,7% entre 18 i 24, un 21,6% entre 25 i 44, un 28,4% de 45 a 60 i un 19,2% 65 anys o més.
L'edat mediana era de 44 anys. Per cada 100 dones de 18 o més anys hi havia 80 homes.
La renda mediana per habitatge era de 24.167 $ i la renda mediana per família de 28.750 $. Els homes tenien una renda mediana de 21.250 $ mentre que les dones 12.917 $. La renda per capita de la població era de 13.060 $. Entorn del 24,1% de les famílies i el 26% de la població estaven per davall del llindar de pobresa.

## Poblacions més properes
El següent diagrama mostra les poblacions més properes.